# Boker
Boker är en holme i Marshallöarna.   Den ligger i kommunen Wotho, i den nordvästra delen av Marshallöarna, 700 km nordväst om huvudstaden Majuro. Boker ligger 6 meter över havet.